# 徐英 (1907年)
徐英（1907年—1930年8月27日），原名胡连，又名紫衡，化名于凤鸣，浙江武义人。中国共产党早期人物。

## 生平
徐英早年在私塾读书，后在宁波美球针织厂当工人。五卅慘案发生后，在针织厂发动成立工会，他出任工会主席。1925年冬，加入中国共产党。1927年2月，在美球针织厂建立秘密党支部，任书记。同时承担中共宁波地委交通员工作。同年，为迎接北伐军，组织筹建宁波工人纠察队。四一二政变后，因厂主告发被捕，后经工友抗议获释。出狱后，转移到宁波郊区隐蔽，后到杭州继续从事中共地下工作。10月，受中共浙江省委指派，以省委特派员身份，回武义工作，任中共武义县委书记。1928年11月，奉命返回杭州，任中共浙江省委常委。1928年10月，由于卓兰芳辞去省委书记职位，李硕勋代理。1929年1月，浙江省委召开扩大会议，改组省委，由徐英担任书记。其外出巡视期间，由罗学瓒代理书记。
由于国民党白色恐怖政策以及中共浙江省委内部纠纷，1929年4月，中共中央召开浙江工作会议，并于4月17日作出《浙江问题决议案》，撤销省委建制。他随后改任中央巡视员，负责巡视浙东、浙南一带党的工作。5月，抵达宁波。8月，中共宁波特别支部委员会成立，任书记。随后他奔赴台州、天台、温州等地巡视，参与成立中共台州中心县委。后返回宁波，继续领导宁波特别支部。12月17日晨，他在特支机关宁波君子道三街4号楼上被捕。1930年2月3日，被押解在杭州浙江陆军监狱。1930年8月27日，在监狱刑场被处决。

## 纪念
在他家乡浙江省武义县熟溪街道水碓后村村口山坡上，有徐英烈士纪念馆。2004年建成，整体建筑群包括烈士故居、墓地、纪念馆等。